# MATE
MATE ([ма́тэ]) — среда рабочего стола, являющаяся ответвлением от кодовой базы не поддерживаемой в настоящее время среды GNOME 2.
Название MATE происходит от испанского названия (исп. mate) вида падуба, растения, из листьев которого готовят одноимённый напиток.

## История
Выход GNOME 3, заменившего классический рабочий стол новым интерфейсом, построенным на основе GNOME Shell, привёл к появлению значительного количества критических замечаний. Многие пользователи отказались от использования нового GNOME, призывая кого-нибудь продолжить разработку GNOME 2. Проект MATE был запущен пользователем Arch Linux для того, чтобы выполнить эту миссию.
Впервые о начале разработки MATE было объявлено 18 июня 2011 на форуме Arch Linux, пользователем Perberos, который и стал основателем проекта. Позднее к разработке MATE присоединились Stefano Karapetsas, Steve Zesch и Clement Lefebvre. В настоящий момент над проектом работают около 10 активных разработчиков и множество добровольных помощников.

## Приложения
Некоторые приложения из GNOME были ответвлены и переименованы.
| Форки MATE        | Оригинальные программы | Описание                                                          |
| ----------------- | ---------------------- | ----------------------------------------------------------------- |
| Atril             | Evince                 | Просмотр документов PDF, DjVu, TIFF                               |
| Caja              | Nautilus               | Файловый менеджер                                                 |
| Engrampa          | File Roller            | Графический интерфейс для программ-архиваторов                    |
| Eye of Mate (EOM) | Eye of GNOME (EOG)     | Программа для просмотра изображений                               |
| Marco             | Metacity               | Оконный менеджер                                                  |
| MATE Terminal     | GNOME Terminal         | Эмулятор терминала                                                |
| Mate-calc         | GCalctool              | Калькулятор                                                       |
| MateDialog        | Zenity                 | Вызов графических диалогов из командной строки или Shell-скриптов |
| Mozo              | Alacarte               | Редактор меню приложений                                          |
| Pluma             | Gedit                  | Текстовый редактор                                                |

В результате переименования появилась возможность устанавливать приложения MATE параллельно с приложениями GNOME. Например, возможно установить Atril и Evince или Pluma и Gedit, не вызывая при этом конфликтов между приложениями.

## Дальнейшая разработка
MATE находится в состоянии активной разработки. Разработчики внедряют новые технологии, сохраняя традиционный вид рабочего стола. Кроме того, одна из целей разработки — сохранить работоспособность MATE на старом оборудовании, не ориентируясь исключительно на современные конфигурации оборудования.
В версии 1.6 была добавлена частичная поддержка GTK+ 3 для тем оформления. Полная поддержка GTK+ 3 планировалась в версии 1.8, однако позднее разработчики перенесли внедрение поддержки GTK+ 3 на версию 1.10. По словам разработчиков, версия 1.8 уже достаточно стабильна и содержит много улучшений и исправлений ошибок. Внедрение GTK+ 3 могло значительно отодвинуть сроки выхода этой версии. Разработчики выразили пожелание как можно скорее сделать новую, улучшенную версию доступной для пользователей.. Разработчики планировали внедрение GTK+ 3, присутствовала возможность экспериментальной сборки в GTK+ 3 edition для всех желающих. Тем не менее, даже в версии 1.12 ещё не все компоненты могли компилироваться с GTK+ 3, поэтому был риск получить при компиляции неработоспособную систему из-за одновременного использования плагинов, скомпилированных с несовместимыми, старой и новой версиями GTK+. Бинарные пакеты, скомпилированные с GTK+ 3, доступны для Arch и Fedora. На данный момент GTK 3+ используется по умолчанию, с оговорками по совместимости некоторых тем.
Разработчики Linux Mint поддержали проект:

Блог Linux Mint:

Мы считаем, что MATE такой же рабочий стол, как и KDE, GNOME 3, Xfce и т. д. В связи с высокой популярностью GNOME 2 в предыдущих версиях Linux Mint, мы стремимся поддержать и улучшить проект.
Оригинальный текст (англ.)
We consider MATE yet another desktop, just like KDE, GNOME 3, Xfce etc… and based on the popularity of GNOME 2 in previous releases of Linux Mint, we are dedicated to support it and to help it improve.

## Дополнительная информация
MATE является одной из сред рабочего стола по умолчанию в дистрибутивах: Linux Mint, Sabayon Linux, Fedora DVD/Netinstall, ALT Linux P7 и Porteus. Также доступны пакеты для openSUSE, Arch Linux, Debian GNU/Linux, Ubuntu, FreeBSD, Calculate, Gentoo, Sabayon и Cygwin.
Начиная с Debian 8, Ubuntu 14.04, Arch с марта 2014 и выше пакеты с MATE лежат в официальных репозиториях, что позволяет устанавливать дистрибутив с помощью сетевого установщика с MATE по умолчанию. Сейчас добавлены у Debian и Ubuntu официальные образы с Mate.